# Blanche Wittman
Marie Wittman, conosciuta meglio come Blanche Wittman e anche come la "regina delle isteriche" (Parigi, 15 aprile 1859 – 1913), è stata la più famosa paziente di Jean-Martin Charcot all'ospedale Salpêtrière.
Blanche era il nome di una delle sue sorelle, che Marie Wittman avrebbe mormorato più volte durante le sue crisi. Nacque a Parigi ed era sarta di professione, quando, il 6 maggio 1877 (all'età di 18 anni) venne ricoverata nel reparto per epilettici non alienati alla Salpêtrière. I resoconti clinici dell'epoca la descrivono bionda, di carnagione linfatica, con seno voluminoso e numerose lentiggini. Era figlia di un falegname svizzero soggetto a violenti attacchi di rabbia. Sua madre lavorava come lavandaia, uno dei lavori meno pagati e più umili disponibili per le donne dell'epoca.

Dopo la morte di Charcot (1893) Marie Wittman tornò a La Salpêtriè come assistente del fotografo Albert Londe, che aveva precedentemente fotografato Wittman e gli altri pazienti. Londe fu nominato capo del dipartimento di radiologia l'anno successivo. Gli effetti sulla salute delle radiazioni non erano ancora stati compresi; entrambe le braccia di Wittman furono amputate a causa di un cancro indotto dalle radiazioni. Wittman morì nel 1913 all'età di 54 anni
Marie Wittman è raffigurata nel dipinto di André Brouillet del 1887 Una lezione clinica alla Salpêtrière, dove viene utilizzata in una dimostrazione durante una delle lezioni settimanali di Charcot. Questa rappresentazione la rese "un modello di isteria in quel momento". Il dipinto è solitamente interpretato come una mostra di Wittman che subisce un attacco isterico mentre è sotto ipnosi.
Il romanzo di Per Olov Enquist del 2004 Boken om Blanche och Marie (Il libro di Blanche e Marie) assume la forma di presunti diari perduti di Marie Wittman. Il romanzo si prende notevoli libertà storiche: Wittman è ritratta in una relazione sessuale con Charcot, e in seguito diventa assistente e confidente di Marie Curie.